# Lista de episódios de Carrossel (desenho animado)
Segue abaixo a lista de episódios da série animada de Carrossel. A data da primeira exibição da temporada de férias são referentes à estreia no SBT. Sua estreia teve média de 10 pontos e picos de 11,6 pontos na Grande São Paulo.

## Resumo
| Temporada | Temporada | Episódios | Exibição original    | Exibição original      | Exibição Portugal       | Exibição Portugal |
| Temporada | Temporada | Episódios | Estreia              | Final                  | Estreia                 | Final             |
| --------- | --------- | --------- | -------------------- | ---------------------- | ----------------------- | ----------------- |
|           | 1         | 26        | 4 de janeiro de 2016 | 8 de fevereiro de 2016 | 13 de fevereiro de 2016 |                   |

## 1ª Temporada (2016)
A primeira temporada foi livremente baseada na telenovela "Carrossel". A temporada estreou no SBT em 4 de janeiro de 2016.
| Episódio (série) | Episódio (temp.) | Título                         | Escrito e dirigido por | Exibição original       |
| --- | ---------------- | ------------------------------ | ---------------------- | ----------------------- |
| 1 | 1                | "Eclipse dos ETs"              |                        | 4 de janeiro de 2016    |
| Acontecerá um eclipse solar em cima da escola e todos estão muito ansiosos, mas Cirilo perde o aviso da Profª Helena, então Paulo e Kokimoto contam uma mentira para Cirilo fazendo ele acreditar que o eclipse são na verdade ETs que vieram buscar a Professora Matilde. |                  |                                |                        |                         |
| 2 | 2                | "Um amor de diretora"          |                        | 5 de janeiro de 2016    |
| A diretora Olívia pensa que Firmino daria as flores para ela, mas o zelador rebate dizendo que não são para ela. Olívia fica uma fera e desconta sua raiva em todos da escola. Graça pega uma foto antiga de Olívia e as crianças põe na internet em um perfil de relacionamento. Eis que surge um pretendente para a diretora. |                  |                                |                        |                         |
| 3 | 3                | "Amnésia"                      |                        | 6 de janeiro de 2016    |
| A diretora Olívia perde a memória e os alunos começam a da em cima dela dizendo mentiras como ela deixar o recreio por 30 minutos ou trazer Rabito para escola. Porém Suzana tem a ideia de dizer para que a diretora tire a Profª Helena da escola. |                  |                                |                        |                         |
| 4 | 4                | "O Gênio da Turma"             |                        | 7 de janeiro de 2016    |
| Olívia vê o cartaz do Colégio Genial e tem uma ideia: descobrir quem é o mais inteligente. Por isso aplica na escola mundial, um teste de QI no qual todos os alunos fazem. Depois todos se surpreendem com Jaime ter tirado a maior nota de QI, para orgulho de seus pais. Todos os colegas aproveitam de Jaime e após um elogio de Olívia, Jaime descobre que não precisa ser tão inteligente. |                  |                                |                        |                         |
| 5 | 5                | "Medida Certa"                 |                        | 8 de janeiro de 2016    |
| Paulo e Kokimoto apostam com Alícia e Valéria que Laura que pode ou não pode emagrecer 1 semana, então os 4 ficam discutindo e dando comida e tirando de Laura. |                  |                                |                        |                         |
| 6 | 6                | "A Vingança de Alícia"         |                        | 11 de janeiro de 2016   |
| As meninas admiram a boneca de Maria Joaquina até que Alícia chega e diverte com as meninas, que ignoram Alícia. Paulo e Kokimoto aproveitam da situação e bolam um plano de vingança. Graça vê e percebe tudo e conta as meninas o ocorrido. Paulo e Kokimoto acabam caindo na própria armadilha. |                  |                                |                        |                         |
| 7 | 7                | "O Fantasma da Escola Mundial" |                        | 12 de janeiro de 2016   |
| Paulo diz a seus amigos que não tem medo de nada e seus amigos resolvem pregar uma peça nele inventando a história do Fantasma da Escola Mundial. |                  |                                |                        |                         |
| 8 | 8                | "O Pesadelo de Maria Joaquina" |                        | 13 de janeiro de 2016   |
| Maria Joaquina é vaidosa ao extremo. Porém num pesadelo ela vê a foto um fio de cabelo desarrumado. Chega o dia de tirar fotos na escola e as meninas fazem um trote com a colega. Maria Joaquina percebe que falta seus dente e todos com exceção de Cirilo a ignoram. A menina pede um favor a Cirilo que retire a foto dela e o menino segue Firmino. O menino não consegue resgatar. Maria Joaquina fica irritada e os dois levam bronca da diretora Olívia. Os dois entregam as fotos e quando Paulo pega a foto da menina a turma cai na risada. |                  |                                |                        |                         |
| 9 | 9                | "Romeu e Julieta"              |                        | 14 de janeiro de 2016   |
| Profª Helena e diretora Olívia conversam e a diretora tem uma ideia de montar a peça Romeu e Julieta na escola. Davi escuta e conta a todos a novidade. Começam os testes de elenco para a peça. Todos se esforçam, até que chega a divulgação de elenco. Cirilo e Maria Joaquina são escolhidos. Cirilo é esnobado por Maria Joaquina e o menino fica triste até que Helena e Firmino o reanimam e começar os ensaios. Kokimoto e Jorge bolam um plano para acabar com a peça, mas a mesma é um sucesso.                                              |                  |                                |                        |                         |
| 10 | 10               | "O Casamento de Valéria"       |                        | 15 de janeiro de 2016   |
| As meninas sonham com o casamento de Valéria e Davi e elas imaginam como seria o matrimonio e a vida adulta. |                  |                                |                        |                         |
| 11 | 11               | "O Novo Aluno"                 |                        | 18 de janeiro de 2016   |
| Rabito é expulso de casa pela madrasta de Mario, Natália, pois o pai de Mario viaja e deixa ela no comando, então Mario não sabe onde Rabito pode morar. Ele decide leva-lo a escola Mundial. Mas não sabe se Rabito vai durar lá pois a diretora não ia deixar. Por sorte ela quebra seus óculos e Rabito passa como um novo aluno alemão que não sabe falar Português. |                  |                                |                        |                         |
| 12 | 12               | "Faroeste na Escola"           |                        | 19 de janeiro de 2016   |
| Paulo e Kokimoto estão brincando e sem querer quebram o vidro da sala da Escola e Adriano ver tudo e os dois ameaçam Adriano caso ele conte para alguém. Quando a diretora descobre, ela culpa Graça e ela corre o perigo de perder o emprego. |                  |                                |                        |                         |
| 13 | 13               | "Tá Namorando"                 |                        | 20 de janeiro de 2016   |
| Olivia não gosta que a turma faça arte e briga com Firmino. Jaime esbarra no entregador e o mesmo vê o presente da diretora. Jaime conta aos meninos sobre o pacote e acham que a diretora está apaixonada. A diretora fica irritada pois não recebeu e chama todos para ver quem está com o pacote. Jaime confessa, leva bronca de Olivia. Na diretoria, todos veem que é um pingente em forma de coração e zoam com Olivia |                  |                                |                        |                         |
| 14 | 14               | "Tudo do Avesso"               |                        | 21 de janeiro de 2016   |
| As crianças aprendem sobre o buraco de minhoca, e Adriano tem uma ideia: viajar pelo espaço. Ele chama todos os meninos para testar o foguete e sem querer aciona o foguete e vai para uma outra realidade onde as personalidades são invertidas. |                  |                                |                        |                         |
| 15 | 15               | "Uma História Cabeluda"        |                        | 22 de janeiro de 2016   |
| Maria Joaquina fala mal do cabelo de Cirilo e, por isso, ele pede aos meninos fazerem o cabelo melhor |                  |                                |                        |                         |
| 16 | 16               | "O Mapa do Tesouro"            |                        | 25 de janeiro de 2016   |
| Professora Helena faz uma aula de piratas, mas professora Suzana quer se vingar porque diretora Olivia disse que ela devia ser mais como a professora Helena,então Suzana pega um mapa do tesouro falso para dar para os alunos secretamente dentro de um livro que Jaime iria estudar. |                  |                                |                        |                         |
| 17 | 17               | "Hipnose"                      |                        | 26 de janeiro de 2016   |
| Paulo, Mario e Kokimoto acham um colar e descobrem que este hipnotiza as pessoas. Os três aproveitam para hipnotizar todos na escola. |                  |                                |                        |                         |
| 18 | 18               | "O MMA do Clube dos Cuecas"    |                        | 27 de janeiro de 2016   |
| Kokimoto desafia Jaime para ver quem vence numa luta de MMA então os meninos e as meninas arrumam a casa abandonada para a grande luta enquanto Paulo treina Kokimoto e Daniel treina Jaime. |                  |                                |                        |                         |
| 19 | 19               | "Cirilo,o Artista"             |                        | 28 de janeiro de 2016   |
| Professora Helena está doente e Diretora Olivia coloca Professora Matilde em seu lugar para dá aulas de artes. Porém, quando a professora dorme durante a aula, Paulo e Kokimoto aprontam com Cirilo dizendo que o desenho do Cirilo é o melhor do mundo. |                  |                                |                        |                         |
| 20 | 20               | "Bebê Ovo"                     |                        | 29 de janeiro de 2016   |
| Professora Helena dá uma atividade para que cada casal tenha a responsabilidade de cuidar de um ovo e depois devolver à professora. |                  |                                |                        |                         |
| 21 | 21               | "Passeio ao Zoológico"         |                        | 01 de fevereiro de 2016 |
| Jaime vai ao Zoológico com seu pai e acha uma Gorila parecida com a diretora Olivia,a Gorila adora Jaime e quando Jaime vai embora a Gorila foge atrás dele. |                  |                                |                        |                         |
| 22 | 22               | "Tarde de Mistérios"           |                        | 02 de fevereiro de 2016 |
| Jorge é aconselhado para convidar os meninos a irem à casa dele. Durante o jogo de detetive, uma caixa de colar caríssima desaparece misteriosamente que Seu pai iria dar a sua mãe e Jorge culpa os Meninos de terem roubado. |                  |                                |                        |                         |
| 23 | 23               | "A Bailarina"                  |                        | 03 de fevereiro de 2016 |
| Laura quer ser bailarina quando crescer, mas teme pelo que os outros pensam. |                  |                                |                        |                         |
| 24 | 24               | "A Bruxa tá Solta"             |                        | 04 de fevereiro de 2016 |
| Marcelina acredita na mentira do Paulo e pensa que Bibi é uma bruxa de verdade, no dia em que Bibi comemora o Dia das Bruxas. |                  |                                |                        |                         |
| 25 | 25               | "TV Mundial"                   |                        | 05 de fevereiro de 2016 |
| Valéria tem a ideia de transmitir a televisão em toda a escola com o título TV Mundial. |                  |                                |                        |                         |
| 26 | 26               | "'Ruim com Ela, Pior sem Ela"  |                        | 08 de fevereiro de 2016 |
| A diretora Olívia dita regras durante a inspeção, mas os meninos não gostam da ideia. Então, eles resolvem fazer o inspetor pensar que a diretora Olívia seja incapaz de dirigir a escola para ela ser substituída, mas a nova direção não é tão agradável como aparenta pois a nova diretora é a Suzana. |                  |                                |                        |                         |